# Liste des planètes mineures (652001-653000)
Voici la liste des planètes mineures numérotées de 652001 à 653000. Les planètes mineures sont numérotées lorsque leur orbite est confirmée, ce qui peut parfois se produire longtemps après leur découverte. Elles sont classées ici par leur numéro.

## Planètes mineures 652001 à 653000
- (652001) 2013 RY12
- (652002) 2013 RF14
- (652003) 2013 RJ14
- (652004) 2013 RE15
- (652005) 2013 RX17
- (652006) 2013 RJ18
- (652007) 2013 RX22
- (652008) 2013 RL26
- (652009) 2013 RW29
- (652010) 2013 RA35
- (652011) 2013 RC39
- (652012) 2013 RZ42
- (652013) 2013 RB45
- (652014) 2013 RD53
- (652015) 2013 RQ53
- (652016) 2013 RV54
- (652017) 2013 RS57
- (652018) 2013 RL58
- (652019) 2013 RF59
- (652020) 2013 RN59
- (652021) 2013 RL68
- (652022) 2013 RC71
- (652023) 2013 RD77
- (652024) 2013 RY77
- (652025) 2013 RQ85
- (652026) 2013 RH86
- (652027) 2013 RQ100
- (652028) 2013 RB102
- (652029) 2013 RR103
- (652030) 2013 RS103
- (652031) Szczepaniak
- (652032) 2013 RB108
- (652033) 2013 RJ111
- (652034) 2013 RE113
- (652035) 2013 RE120
- (652036) 2013 RL123
- (652037) 2013 RD131
- (652038) 2013 RX133
- (652039) 2013 RW137
- (652040) 2013 RQ138
- (652041) 2013 RJ139
- (652042) 2013 RV149
- (652043) 2013 RP153
- (652044) 2013 RA161
- (652045) 2013 RD161
- (652046) 2013 RT164
- (652047) 2013 RD169
- (652048) 2013 RR169
- (652049) 2013 RW169
- (652050) 2013 RQ171
- (652051) 2013 RS171
- (652052) 2013 RX172
- (652053) 2013 SR1
- (652054) 2013 SU12
- (652055) 2013 SA17
- (652056) 2013 SJ24
- (652057) 2013 SD27
- (652058) 2013 SO30
- (652059) 2013 SW31
- (652060) 2013 SC33
- (652061) 2013 SQ37
- (652062) 2013 SN39
- (652063) 2013 SP42
- (652064) 2013 SY42
- (652065) 2013 SB48
- (652066) 2013 SK52
- (652067) 2013 SJ53
- (652068) 2013 SZ55
- (652069) 2013 SV57
- (652070) 2013 SX64
- (652071) 2013 SK65
- (652072) 2013 SD68
- (652073) 2013 SF68
- (652074) 2013 SL69
- (652075) 2013 SW70
- (652076) 2013 SJ74
- (652077) 2013 SF76
- (652078) 2013 SV84
- (652079) 2013 SO85
- (652080) 2013 SC88
- (652081) 2013 SZ97
- (652082) 2013 SM98
- (652083) 2013 SA102
- (652084) 2013 SQ103
- (652085) 2013 SU109
- (652086) 2013 SL114
- (652087) 2013 TU1
- (652088) 2013 TN6
- (652089) 2013 TK9
- (652090) 2013 TF12
- (652091) 2013 TN21
- (652092) 2013 TH23
- (652093) 2013 TM25
- (652094) 2013 TM27
- (652095) 2013 TO28
- (652096) 2013 TW30
- (652097) 2013 TO32
- (652098) 2013 TA34
- (652099) 2013 TD40
- (652100) 2013 TK40
- (652101) 2013 TU47
- (652102) 2013 TU53
- (652103) 2013 TZ54
- (652104) 2013 TG57
- (652105) 2013 TC58
- (652106) 2013 TV58
- (652107) 2013 TM59
- (652108) 2013 TK63
- (652109) 2013 TR70
- (652110) 2013 TU74
- (652111) 2013 TJ75
- (652112) 2013 TL78
- (652113) 2013 TS78
- (652114) 2013 TR80
- (652115) 2013 TE83
- (652116) 2013 TS92
- (652117) 2013 TY92
- (652118) 2013 TM94
- (652119) 2013 TJ96
- (652120) 2013 TK100
- (652121) 2013 TR100
- (652122) 2013 TA105
- (652123) 2013 TR108
- (652124) 2013 TK109
- (652125) 2013 TL112
- (652126) 2013 TB113
- (652127) 2013 TB119
- (652128) 2013 TM120
- (652129) 2013 TP122
- (652130) 2013 TS126
- (652131) 2013 TS131
- (652132) 2013 TD132
- (652133) 2013 TO134
- (652134) 2013 TX134
- (652135) 2013 TQ136
- (652136) 2013 TC139
- (652137) 2013 TR148
- (652138) 2013 TA150
- (652139) 2013 TO150
- (652140) 2013 TM153
- (652141) 2013 TQ161
- (652142) 2013 TT161
- (652143) 2013 TD162
- (652144) 2013 TA168
- (652145) 2013 TL174
- (652146) 2013 TE184
- (652147) 2013 TP193
- (652148) 2013 TC195
- (652149) 2013 TZ195
- (652150) 2013 TK200
- (652151) 2013 TS200
- (652152) 2013 TX213
- (652153) 2013 TF217
- (652154) 2013 TK217
- (652155) 2013 TM218
- (652156) 2013 TV218
- (652157) 2013 TF220
- (652158) 2013 TS220
- (652159) 2013 TT225
- (652160) 2013 TM230
- (652161) 2013 TR232
- (652162) 2013 TK237
- (652163) 2013 TE238
- (652164) 2013 TE239
- (652165) 2013 TV250
- (652166) 2013 UG2
- (652167) 2013 UO4
- (652168) 2013 UP9
- (652169) 2013 UE15
- (652170) 2013 UD16
- (652171) 2013 UR18
- (652172) 2013 UH19
- (652173) 2013 US21
- (652174) 2013 UJ31
- (652175) 2013 UH34
- (652176) 2013 UO34
- (652177) 2013 UB35
- (652178) 2013 UX35
- (652179) 2013 UA36
- (652180) 2013 UN42
- (652181) 2013 UN44
- (652182) 2013 UP45
- (652183) 2013 UC48
- (652184) 2013 UC50
- (652185) 2013 UE50
- (652186) 2013 UQ52
- (652187) 2013 UV56
- (652188) 2013 UJ59
- (652189) 2013 VN1
- (652190) 2013 VV10
- (652191) 2013 VM20
- (652192) 2013 VZ22
- (652193) 2013 VP23
- (652194) 2013 VQ26
- (652195) 2013 VS26
- (652196) 2013 VM27
- (652197) 2013 VB28
- (652198) 2013 VD29
- (652199) 2013 VX31
- (652200) 2013 VC34
- (652201) 2013 VM43
- (652202) 2013 VP50
- (652203) 2013 VM53
- (652204) 2013 VP55
- (652205) 2013 VU55
- (652206) 2013 VS58
- (652207) 2013 VE66
- (652208) 2013 VS68
- (652209) 2013 VU68
- (652210) 2013 VA69
- (652211) 2013 VT69
- (652212) 2013 VB80
- (652213) 2013 VF80
- (652214) 2013 VK81
- (652215) 2013 WO
- (652216) 2013 WO1
- (652217) 2013 WE7
- (652218) 2013 WD8
- (652219) 2013 WZ8
- (652220) 2013 WR10
- (652221) 2013 WU11
- (652222) 2013 WB13
- (652223) 2013 WD13
- (652224) 2013 WA14
- (652225) 2013 WQ18
- (652226) 2013 WB19
- (652227) 2013 WY19
- (652228) 2013 WE21
- (652229) 2013 WR23
- (652230) 2013 WR26
- (652231) 2013 WA32
- (652232) 2013 WC37
- (652233) 2013 WU38
- (652234) 2013 WD40
- (652235) 2013 WN42
- (652236) 2013 WH44
- (652237) 2013 WK48
- (652238) 2013 WU51
- (652239) 2013 WZ56
- (652240) 2013 WO59
- (652241) 2013 WK63
- (652242) 2013 WB65
- (652243) 2013 WB67
- (652244) 2013 WL68
- (652245) 2013 WW71
- (652246) 2013 WP73
- (652247) 2013 WO75
- (652248) 2013 WL80
- (652249) 2013 WY83
- (652250) 2013 WE85
- (652251) 2013 WH85
- (652252) 2013 WV85
- (652253) 2013 WG87
- (652254) 2013 WT89
- (652255) 2013 WC91
- (652256) 2013 WS91
- (652257) 2013 WB92
- (652258) 2013 WR92
- (652259) 2013 WE96
- (652260) 2013 WV97
- (652261) 2013 WV99
- (652262) 2013 WS101
- (652263) 2013 WO102
- (652264) 2013 WS103
- (652265) 2013 WQ105
- (652266) 2013 WW110
- (652267) 2013 WY110
- (652268) 2013 WO111
- (652269) 2013 WF113
- (652270) 2013 WQ113
- (652271) 2013 WU113
- (652272) 2013 WV115
- (652273) 2013 WZ116
- (652274) 2013 WC118
- (652275) 2013 WT125
- (652276) 2013 WX125
- (652277) 2013 WN127
- (652278) 2013 WZ127
- (652279) 2013 WH129
- (652280) 2013 WV129
- (652281) 2013 WM133
- (652282) 2013 WR135
- (652283) 2013 WM136
- (652284) 2013 WJ141
- (652285) 2013 WT142
- (652286) 2013 WZ142
- (652287) 2013 XL2
- (652288) 2013 XB5
- (652289) 2013 XS6
- (652290) 2013 XK13
- (652291) 2013 XY19
- (652292) 2013 XZ28
- (652293) 2013 XA30
- (652294) 2013 XL32
- (652295) 2013 XB33
- (652296) 2013 XD33
- (652297) 2013 XE33
- (652298) 2013 XP33
- (652299) 2013 XE35
- (652300) 2013 XU35
- (652301) 2013 XW39
- (652302) 2013 XQ41
- (652303) 2013 YO1
- (652304) 2013 YU3
- (652305) 2013 YN4
- (652306) 2013 YV6
- (652307) 2013 YL8
- (652308) 2013 YM10
- (652309) 2013 YT10
- (652310) 2013 YK12
- (652311) 2013 YE13
- (652312) 2013 YJ13
- (652313) 2013 YG20
- (652314) 2013 YY21
- (652315) 2013 YF23
- (652316) 2013 YC24
- (652317) 2013 YH25
- (652318) 2013 YA27
- (652319) 2013 YX28
- (652320) 2013 YH31
- (652321) 2013 YJ31
- (652322) 2013 YR31
- (652323) 2013 YG32
- (652324) 2013 YX38
- (652325) 2013 YY38
- (652326) 2013 YE39
- (652327) 2013 YF40
- (652328) 2013 YB44
- (652329) 2013 YF47
- (652330) 2013 YT47
- (652331) 2013 YX48
- (652332) 2013 YK49
- (652333) 2013 YK55
- (652334) 2013 YA56
- (652335) 2013 YB58
- (652336) 2013 YK59
- (652337) 2013 YU61
- (652338) 2013 YJ69
- (652339) 2013 YB71
- (652340) 2013 YE71
- (652341) 2013 YW72
- (652342) 2013 YQ74
- (652343) 2013 YT75
- (652344) 2013 YA76
- (652345) 2013 YB76
- (652346) 2013 YT76
- (652347) 2013 YW76
- (652348) 2013 YG77
- (652349) 2013 YE81
- (652350) 2013 YR81
- (652351) 2013 YK82
- (652352) 2013 YN83
- (652353) 2013 YF84
- (652354) 2013 YX84
- (652355) 2013 YM86
- (652356) 2013 YJ87
- (652357) 2013 YM89
- (652358) 2013 YG90
- (652359) 2013 YX90
- (652360) 2013 YA95
- (652361) 2013 YW95
- (652362) 2013 YC96
- (652363) 2013 YT100
- (652364) 2013 YG101
- (652365) 2013 YC106
- (652366) 2013 YO107
- (652367) 2013 YM108
- (652368) 2013 YP109
- (652369) 2013 YP110
- (652370) 2013 YO112
- (652371) 2013 YV113
- (652372) 2013 YW115
- (652373) 2013 YO117
- (652374) 2013 YP118
- (652375) 2013 YZ118
- (652376) 2013 YQ119
- (652377) 2013 YY119
- (652378) 2013 YB121
- (652379) 2013 YK121
- (652380) 2013 YL121
- (652381) 2013 YM121
- (652382) 2013 YV122
- (652383) 2013 YZ122
- (652384) 2013 YH123
- (652385) 2013 YU130
- (652386) 2013 YY131
- (652387) 2013 YL134
- (652388) 2013 YZ134
- (652389) 2013 YT137
- (652390) 2013 YT142
- (652391) 2013 YY142
- (652392) 2013 YD148
- (652393) 2013 YS150
- (652394) 2013 YD152
- (652395) 2013 YK155
- (652396) 2013 YD157
- (652397) 2013 YG159
- (652398) 2013 YB162
- (652399) 2013 YQ162
- (652400) 2013 YX166
- (652401) 2013 YZ166
- (652402) 2013 YD167
- (652403) 2013 YL167
- (652404) 2013 YM167
- (652405) 2013 YE168
- (652406) 2014 AB9
- (652407) 2014 AQ9
- (652408) 2014 AR10
- (652409) 2014 AY11
- (652410) Janmarszałek
- (652411) 2014 AQ12
- (652412) 2014 AJ15
- (652413) 2014 AH17
- (652414) 2014 AS17
- (652415) 2014 AL21
- (652416) 2014 AU25
- (652417) 2014 AA26
- (652418) 2014 AD27
- (652419) 2014 AF30
- (652420) 2014 AT36
- (652421) 2014 AR38
- (652422) 2014 AT39
- (652423) 2014 AY40
- (652424) 2014 AL43
- (652425) 2014 AX43
- (652426) 2014 AR44
- (652427) 2014 AJ45
- (652428) 2014 AZ50
- (652429) 2014 AE52
- (652430) 2014 AU52
- (652431) 2014 AZ54
- (652432) 2014 AT57
- (652433) 2014 AY57
- (652434) 2014 AZ57
- (652435) 2014 AG59
- (652436) 2014 AX60
- (652437) 2014 AY60
- (652438) 2014 AZ60
- (652439) 2014 AO63
- (652440) 2014 AN67
- (652441) 2014 AE68
- (652442) 2014 AZ68
- (652443) 2014 AB74
- (652444) 2014 AC74
- (652445) 2014 AF77
- (652446) 2014 AV77
- (652447) 2014 AH78
- (652448) 2014 AM80
- (652449) 2014 AN80
- (652450) 2014 BD
- (652451) 2014 BV2
- (652452) 2014 BW4
- (652453) 2014 BA5
- (652454) 2014 BA7
- (652455) 2014 BZ7
- (652456) 2014 BL8
- (652457) 2014 BD10
- (652458) 2014 BM10
- (652459) 2014 BQ10
- (652460) 2014 BY11
- (652461) 2014 BP13
- (652462) 2014 BU13
- (652463) 2014 BS17
- (652464) 2014 BA18
- (652465) 2014 BD18
- (652466) 2014 BY18
- (652467) 2014 BW20
- (652468) 2014 BU22
- (652469) 2014 BQ26
- (652470) 2014 BQ27
- (652471) 2014 BJ28
- (652472) 2014 BZ29
- (652473) 2014 BJ31
- (652474) 2014 BZ33
- (652475) 2014 BB36
- (652476) 2014 BC36
- (652477) 2014 BO36
- (652478) 2014 BY37
- (652479) 2014 BF41
- (652480) 2014 BV42
- (652481) 2014 BK43
- (652482) 2014 BO44
- (652483) 2014 BJ46
- (652484) 2014 BS46
- (652485) 2014 BB49
- (652486) 2014 BQ49
- (652487) 2014 BY49
- (652488) 2014 BH50
- (652489) 2014 BV53
- (652490) 2014 BH55
- (652491) 2014 BR56
- (652492) 2014 BD57
- (652493) 2014 BR58
- (652494) 2014 BA59
- (652495) 2014 BG59
- (652496) 2014 BT59
- (652497) 2014 BT65
- (652498) 2014 BY66
- (652499) 2014 BE67
- (652500) 2014 BJ67
- (652501) 2014 BV69
- (652502) 2014 BV70
- (652503) 2014 BL71
- (652504) 2014 BS73
- (652505) 2014 BJ75
- (652506) 2014 BM76
- (652507) 2014 BB77
- (652508) 2014 BE77
- (652509) 2014 BF77
- (652510) 2014 BJ77
- (652511) 2014 BP77
- (652512) 2014 BB78
- (652513) 2014 BL78
- (652514) 2014 BL80
- (652515) 2014 BO81
- (652516) 2014 BX83
- (652517) 2014 BB86
- (652518) 2014 BD91
- (652519) 2014 BJ92
- (652520) 2014 CD2
- (652521) 2014 CZ7
- (652522) 2014 CH10
- (652523) 2014 CQ10
- (652524) 2014 CL11
- (652525) 2014 CV11
- (652526) 2014 CT12
- (652527) 2014 CL15
- (652528) 2014 CV16
- (652529) 2014 CT18
- (652530) 2014 CX20
- (652531) 2014 CH23
- (652532) 2014 CR23
- (652533) 2014 CG24
- (652534) 2014 CE25
- (652535) 2014 CW25
- (652536) 2014 CC28
- (652537) 2014 CG31
- (652538) 2014 CT31
- (652539) 2014 CM32
- (652540) 2014 DL1
- (652541) 2014 DK2
- (652542) 2014 DL2
- (652543) 2014 DO3
- (652544) 2014 DB6
- (652545) 2014 DE6
- (652546) 2014 DF6
- (652547) 2014 DM7
- (652548) 2014 DD9
- (652549) 2014 DR14
- (652550) 2014 DY14
- (652551) 2014 DU19
- (652552) 2014 DL20
- (652553) 2014 DW20
- (652554) 2014 DO24
- (652555) 2014 DA27
- (652556) 2014 DM28
- (652557) 2014 DO29
- (652558) 2014 DF31
- (652559) 2014 DO33
- (652560) 2014 DK34
- (652561) 2014 DY34
- (652562) 2014 DB36
- (652563) 2014 DA37
- (652564) 2014 DE37
- (652565) 2014 DS37
- (652566) 2014 DX37
- (652567) 2014 DE42
- (652568) 2014 DP42
- (652569) 2014 DU43
- (652570) 2014 DD44
- (652571) 2014 DM45
- (652572) 2014 DV46
- (652573) 2014 DR48
- (652574) 2014 DA49
- (652575) 2014 DW50
- (652576) 2014 DW51
- (652577) 2014 DD53
- (652578) 2014 DQ53
- (652579) 2014 DV55
- (652580) 2014 DH56
- (652581) 2014 DH57
- (652582) 2014 DP58
- (652583) 2014 DL59
- (652584) 2014 DK61
- (652585) 2014 DQ61
- (652586) 2014 DL65
- (652587) 2014 DB67
- (652588) 2014 DC68
- (652589) 2014 DF68
- (652590) 2014 DL68
- (652591) 2014 DG69
- (652592) 2014 DN69
- (652593) 2014 DO69
- (652594) 2014 DM71
- (652595) 2014 DN71
- (652596) 2014 DU71
- (652597) 2014 DZ72
- (652598) 2014 DK73
- (652599) 2014 DM73
- (652600) 2014 DH74
- (652601) 2014 DB75
- (652602) 2014 DO75
- (652603) 2014 DU75
- (652604) 2014 DX77
- (652605) 2014 DH78
- (652606) 2014 DQ81
- (652607) 2014 DG86
- (652608) 2014 DO91
- (652609) 2014 DA95
- (652610) 2014 DO95
- (652611) 2014 DZ96
- (652612) 2014 DS99
- (652613) 2014 DC100
- (652614) 2014 DD100
- (652615) 2014 DH101
- (652616) 2014 DG104
- (652617) 2014 DO105
- (652618) 2014 DM106
- (652619) 2014 DG110
- (652620) 2014 DM111
- (652621) 2014 DJ118
- (652622) 2014 DU118
- (652623) 2014 DY118
- (652624) 2014 DY122
- (652625) 2014 DV123
- (652626) 2014 DU125
- (652627) 2014 DY125
- (652628) 2014 DU126
- (652629) 2014 DV126
- (652630) 2014 DA127
- (652631) 2014 DF127
- (652632) 2014 DN129
- (652633) 2014 DS129
- (652634) 2014 DP133
- (652635) 2014 DB135
- (652636) 2014 DN135
- (652637) 2014 DB136
- (652638) 2014 DK136
- (652639) 2014 DW136
- (652640) 2014 DB138
- (652641) 2014 DJ138
- (652642) 2014 DA139
- (652643) 2014 DZ141
- (652644) 2014 DX143
- (652645) 2014 DB145
- (652646) 2014 DD147
- (652647) 2014 DM147
- (652648) 2014 DQ147
- (652649) 2014 DY147
- (652650) 2014 DL148
- (652651) 2014 DT148
- (652652) 2014 DP149
- (652653) 2014 DZ152
- (652654) 2014 DD154
- (652655) 2014 DH155
- (652656) 2014 DN158
- (652657) 2014 DF159
- (652658) 2014 DK159
- (652659) 2014 DS160
- (652660) 2014 DV163
- (652661) 2014 DY163
- (652662) 2014 DR166
- (652663) 2014 DU167
- (652664) 2014 DQ168
- (652665) 2014 DV168
- (652666) 2014 DD169
- (652667) 2014 DF169
- (652668) 2014 DN169
- (652669) 2014 DC170
- (652670) 2014 DP174
- (652671) 2014 DR174
- (652672) 2014 DT174
- (652673) 2014 DL180
- (652674) 2014 DF181
- (652675) 2014 DJ181
- (652676) 2014 DH182
- (652677) 2014 DY186
- (652678) 2014 DA190
- (652679) 2014 DD197
- (652680) 2014 DK197
- (652681) 2014 DK200
- (652682) 2014 DA201
- (652683) 2014 EE3
- (652684) 2014 EW5
- (652685) 2014 EY9
- (652686) 2014 EX12
- (652687) 2014 EX18
- (652688) 2014 EK19
- (652689) 2014 EO19
- (652690) 2014 EX21
- (652691) 2014 EL22
- (652692) 2014 EX23
- (652693) 2014 ED24
- (652694) 2014 EM24
- (652695) 2014 EJ26
- (652696) 2014 EU28
- (652697) 2014 ED31
- (652698) 2014 ET32
- (652699) 2014 ED33
- (652700) 2014 EN34
- (652701) 2014 EF37
- (652702) 2014 ET37
- (652703) 2014 EV37
- (652704) 2014 ED38
- (652705) 2014 EX38
- (652706) 2014 ER39
- (652707) 2014 EJ40
- (652708) 2014 ER40
- (652709) 2014 EZ40
- (652710) 2014 EN41
- (652711) 2014 EZ43
- (652712) 2014 EH44
- (652713) 2014 ED45
- (652714) 2014 EJ47
- (652715) 2014 EA51
- (652716) 2014 EJ52
- (652717) 2014 EM53
- (652718) 2014 EU54
- (652719) 2014 EA61
- (652720) 2014 EM63
- (652721) 2014 EM66
- (652722) 2014 EQ66
- (652723) 2014 ER66
- (652724) 2014 ET66
- (652725) 2014 EC68
- (652726) 2014 EB69
- (652727) 2014 EF72
- (652728) 2014 EO72
- (652729) 2014 EW74
- (652730) 2014 EB75
- (652731) 2014 EA79
- (652732) 2014 EL85
- (652733) 2014 ER88
- (652734) 2014 EQ91
- (652735) 2014 EZ93
- (652736) 2014 EG95
- (652737) 2014 EA96
- (652738) 2014 ED98
- (652739) 2014 EW99
- (652740) 2014 EP102
- (652741) 2014 EV102
- (652742) 2014 EA107
- (652743) 2014 EC107
- (652744) 2014 EO107
- (652745) 2014 EH108
- (652746) 2014 EQ111
- (652747) 2014 EL114
- (652748) 2014 EW116
- (652749) 2014 ES117
- (652750) 2014 EL118
- (652751) 2014 EV120
- (652752) 2014 EN122
- (652753) 2014 EX122
- (652754) 2014 EB124
- (652755) 2014 EG130
- (652756) 2014 EQ133
- (652757) 2014 EZ137
- (652758) 2014 EN140
- (652759) 2014 ER141
- (652760) 2014 EH147
- (652761) 2014 EV147
- (652762) 2014 EQ149
- (652763) 2014 EL155
- (652764) 2014 EJ156
- (652765) 2014 ES156
- (652766) 2014 EX156
- (652767) 2014 EL158
- (652768) 2014 EF160
- (652769) 2014 EA163
- (652770) 2014 EN164
- (652771) 2014 EY169
- (652772) 2014 EY170
- (652773) 2014 EA172
- (652774) 2014 EC172
- (652775) 2014 EQ175
- (652776) 2014 EE177
- (652777) 2014 ES177
- (652778) 2014 EZ180
- (652779) 2014 EZ181
- (652780) 2014 EG182
- (652781) 2014 EY183
- (652782) 2014 EK184
- (652783) 2014 EU192
- (652784) 2014 EY192
- (652785) 2014 EE195
- (652786) 2014 EN195
- (652787) 2014 EB198
- (652788) 2014 EG198
- (652789) 2014 EA204
- (652790) 2014 EB204
- (652791) 2014 EY204
- (652792) 2014 EG208
- (652793) 2014 EL208
- (652794) 2014 EA209
- (652795) 2014 EY209
- (652796) 2014 EW211
- (652797) 2014 EJ219
- (652798) 2014 EH222
- (652799) 2014 EK222
- (652800) 2014 EL226
- (652801) 2014 EW230
- (652802) 2014 EX232
- (652803) 2014 EC233
- (652804) 2014 EL233
- (652805) 2014 EF235
- (652806) 2014 EC240
- (652807) 2014 EA243
- (652808) 2014 EA245
- (652809) 2014 EK250
- (652810) 2014 EW253
- (652811) 2014 EK254
- (652812) 2014 EM256
- (652813) 2014 EJ257
- (652814) 2014 FC1
- (652815) 2014 FT1
- (652816) 2014 FY1
- (652817) 2014 FS2
- (652818) 2014 FW2
- (652819) 2014 FE5
- (652820) 2014 FX5
- (652821) 2014 FV8
- (652822) 2014 FZ8
- (652823) 2014 FZ11
- (652824) 2014 FA12
- (652825) 2014 FB12
- (652826) 2014 FC12
- (652827) 2014 FP12
- (652828) 2014 FK13
- (652829) 2014 FA14
- (652830) 2014 FZ16
- (652831) 2014 FM20
- (652832) 2014 FV20
- (652833) 2014 FA21
- (652834) 2014 FP21
- (652835) 2014 FS24
- (652836) 2014 FA25
- (652837) 2014 FC25
- (652838) 2014 FY25
- (652839) 2014 FB26
- (652840) 2014 FH26
- (652841) 2014 FR26
- (652842) 2014 FT26
- (652843) 2014 FO27
- (652844) 2014 FW27
- (652845) 2014 FT28
- (652846) 2014 FN29
- (652847) 2014 FV29
- (652848) 2014 FP34
- (652849) 2014 FY34
- (652850) 2014 FD35
- (652851) 2014 FC37
- (652852) 2014 FE39
- (652853) 2014 FN39
- (652854) 2014 FO39
- (652855) 2014 FR40
- (652856) 2014 FW43
- (652857) 2014 FS44
- (652858) 2014 FZ44
- (652859) 2014 FL45
- (652860) 2014 FU45
- (652861) 2014 FW46
- (652862) 2014 FF47
- (652863) 2014 FB49
- (652864) 2014 FY50
- (652865) 2014 FZ51
- (652866) 2014 FC54
- (652867) 2014 FP58
- (652868) 2014 FG61
- (652869) 2014 FP62
- (652870) 2014 FH63
- (652871) 2014 FV63
- (652872) 2014 FA64
- (652873) 2014 FO65
- (652874) 2014 FP65
- (652875) 2014 FK67
- (652876) 2014 FM67
- (652877) 2014 FR68
- (652878) 2014 FZ72
- (652879) 2014 FQ79
- (652880) 2014 FE82
- (652881) 2014 FJ83
- (652882) 2014 FW83
- (652883) 2014 FM84
- (652884) 2014 FX84
- (652885) 2014 FD85
- (652886) 2014 FZ85
- (652887) 2014 FG86
- (652888) 2014 FH86
- (652889) 2014 FM86
- (652890) 2014 FK87
- (652891) 2014 GU9
- (652892) 2014 GZ9
- (652893) 2014 GM10
- (652894) 2014 GN10
- (652895) 2014 GY10
- (652896) 2014 GB13
- (652897) 2014 GJ14
- (652898) 2014 GE17
- (652899) 2014 GV22
- (652900) 2014 GU23
- (652901) 2014 GK24
- (652902) 2014 GG25
- (652903) 2014 GH25
- (652904) 2014 GE28
- (652905) 2014 GG29
- (652906) 2014 GR35
- (652907) 2014 GC36
- (652908) 2014 GU36
- (652909) 2014 GK37
- (652910) 2014 GN37
- (652911) 2014 GL38
- (652912) 2014 GY41
- (652913) 2014 GH43
- (652914) 2014 GQ47
- (652915) 2014 GO48
- (652916) 2014 GT50
- (652917) 2014 GY50
- (652918) 2014 GP52
- (652919) 2014 GZ52
- (652920) 2014 GR53
- (652921) 2014 GE56
- (652922) 2014 GM56
- (652923) 2014 GD57
- (652924) 2014 GF57
- (652925) 2014 GY57
- (652926) 2014 GG58
- (652927) 2014 GL59
- (652928) 2014 GU61
- (652929) 2014 GY61
- (652930) 2014 GH63
- (652931) 2014 GV64
- (652932) 2014 GS74
- (652933) 2014 GT75
- (652934) 2014 GP77
- (652935) 2014 GS82
- (652936) 2014 GK91
- (652937) 2014 HB1
- (652938) 2014 HH1
- (652939) 2014 HH2
- (652940) 2014 HG7
- (652941) 2014 HD8
- (652942) 2014 HC9
- (652943) 2014 HV9
- (652944) 2014 HY9
- (652945) 2014 HJ11
- (652946) 2014 HF13
- (652947) 2014 HG13
- (652948) 2014 HS14
- (652949) 2014 HV16
- (652950) 2014 HZ16
- (652951) 2014 HS18
- (652952) 2014 HO21
- (652953) 2014 HV23
- (652954) 2014 HQ24
- (652955) 2014 HO28
- (652956) 2014 HU28
- (652957) 2014 HD29
- (652958) 2014 HW29
- (652959) 2014 HM33
- (652960) 2014 HW33
- (652961) 2014 HG34
- (652962) 2014 HN36
- (652963) 2014 HS38
- (652964) 2014 HV39
- (652965) 2014 HX39
- (652966) 2014 HD40
- (652967) 2014 HP41
- (652968) 2014 HA42
- (652969) 2014 HV43
- (652970) 2014 HK46
- (652971) 2014 HD47
- (652972) 2014 HD48
- (652973) 2014 HM48
- (652974) 2014 HP50
- (652975) 2014 HG51
- (652976) 2014 HF54
- (652977) 2014 HY56
- (652978) 2014 HD59
- (652979) 2014 HK59
- (652980) 2014 HH62
- (652981) 2014 HN70
- (652982) 2014 HR72
- (652983) 2014 HL74
- (652984) 2014 HN76
- (652985) 2014 HS78
- (652986) 2014 HX84
- (652987) 2014 HB90
- (652988) 2014 HK94
- (652989) 2014 HO95
- (652990) 2014 HV95
- (652991) 2014 HD96
- (652992) 2014 HJ96
- (652993) 2014 HD97
- (652994) 2014 HQ102
- (652995) 2014 HZ103
- (652996) 2014 HG105
- (652997) 2014 HJ106
- (652998) 2014 HR106
- (652999) 2014 HV108
- (653000) 2014 HM110